# Fourcatier-et-Maison-Neuve
Fourcatier-et-Maison-Neuve est une commune française située dans le département du Doubs, la région culturelle et historique de Franche-Comté et la région administrative Bourgogne-Franche-Comté.

## Géographie
La commune est longée au sud-est par le ruisseau le Bief Rouge qui limite le territoire de Fourcatier-et-Maison-Neuve avec celui de Longevilles-Mont-d'Or.

### Toponymie

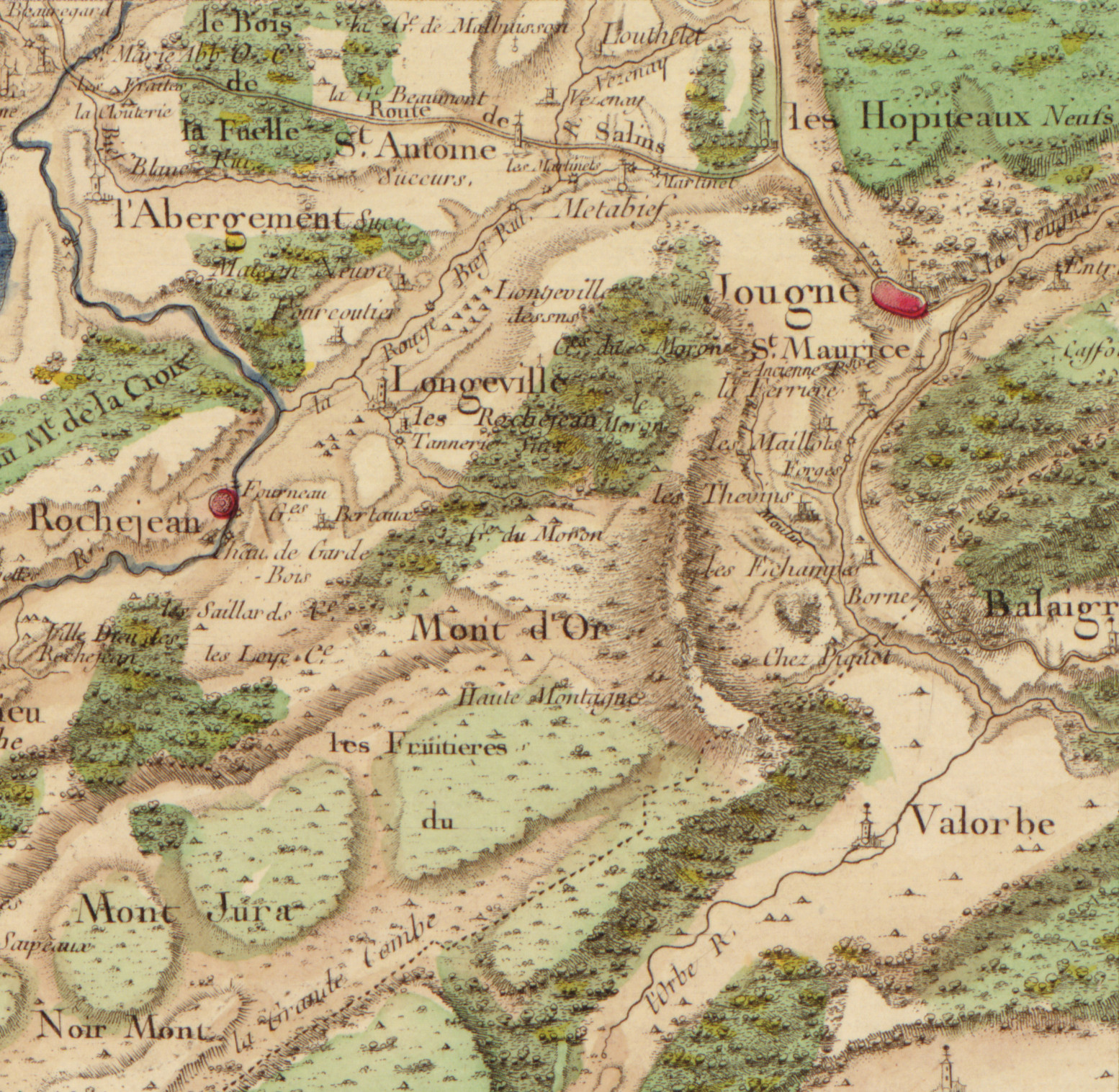
Carte de Cassini

Fourcostier en 1312 et 1406 ; Fourcatier au XVIIIe siècle.

### Climat
Pour des articles plus généraux, voir Climat de la Bourgogne-Franche-Comté et Climat du Doubs.
En 2010, le climat de la commune est de type climat de montagne, selon une étude du Centre national de la recherche scientifique s'appuyant sur une série de données couvrant la période 1971-2000. En 2020, Météo-France publie une typologie des climats de la France métropolitaine dans laquelle la commune est exposée à un climat de montagne ou de marges de montagne et est dans la région climatique  Jura, caractérisée par une forte pluviométrie en toutes saisons (1 000 à 1 500 mm/an), des hivers rigoureux et un ensoleillement médiocre. 
Pour la période 1971-2000, la température annuelle moyenne est de 7,1 °C, avec une amplitude thermique annuelle de 16,4 °C. Le cumul annuel moyen de précipitations est de 1 613 mm, avec 11,7 jours de précipitations en janvier et 10,8 jours en juillet. Pour la période 1991-2020, la température moyenne annuelle observée sur la station météorologique de Météo-France la plus proche, « Labergement », sur la commune de Labergement-Sainte-Marie à 3 km à vol d'oiseau, est de 8,0 °C et le cumul annuel moyen de précipitations est de 1 459,4 mm. 
La température maximale relevée sur cette station est de 36,4 °C, atteinte le 31 juillet 1983 ; la température minimale est de −33 °C, atteinte le 9 janvier 1985,,. 
Les paramètres climatiques de la commune ont été estimés pour le milieu du siècle (2041-2070) selon différents scénarios d'émission de gaz à effet de serre à partir des nouvelles projections climatiques de référence DRIAS-2020. Ils sont consultables sur un site dédié publié par Météo-France en novembre 2022.

## Urbanisme

### Typologie
Au 1er janvier 2024, Fourcatier-et-Maison-Neuve est catégorisée commune rurale à habitat dispersé, selon la nouvelle grille communale de densité à 7 niveaux définie par l'Insee en 2022.
Elle est située hors unité urbaine et hors attraction des villes,.

### Occupation des sols
L'occupation des sols de la commune, telle qu'elle ressort de la base de données européenne d’occupation biophysique des sols Corine Land Cover (CLC), est marquée par l'importance des territoires agricoles (70,1 % en 2018), une proportion sensiblement équivalente à celle de 1990 (70,7 %). La répartition détaillée en 2018 est la suivante : 
zones agricoles hétérogènes (70,1 %), forêts (29,9 %). L'évolution de l’occupation des sols de la commune et de ses infrastructures peut être observée sur les différentes représentations cartographiques du territoire : la carte de Cassini (XVIIIe siècle), la carte d'état-major (1820-1866) et les cartes ou photos aériennes de l'IGN pour la période actuelle (1950 à aujourd'hui).

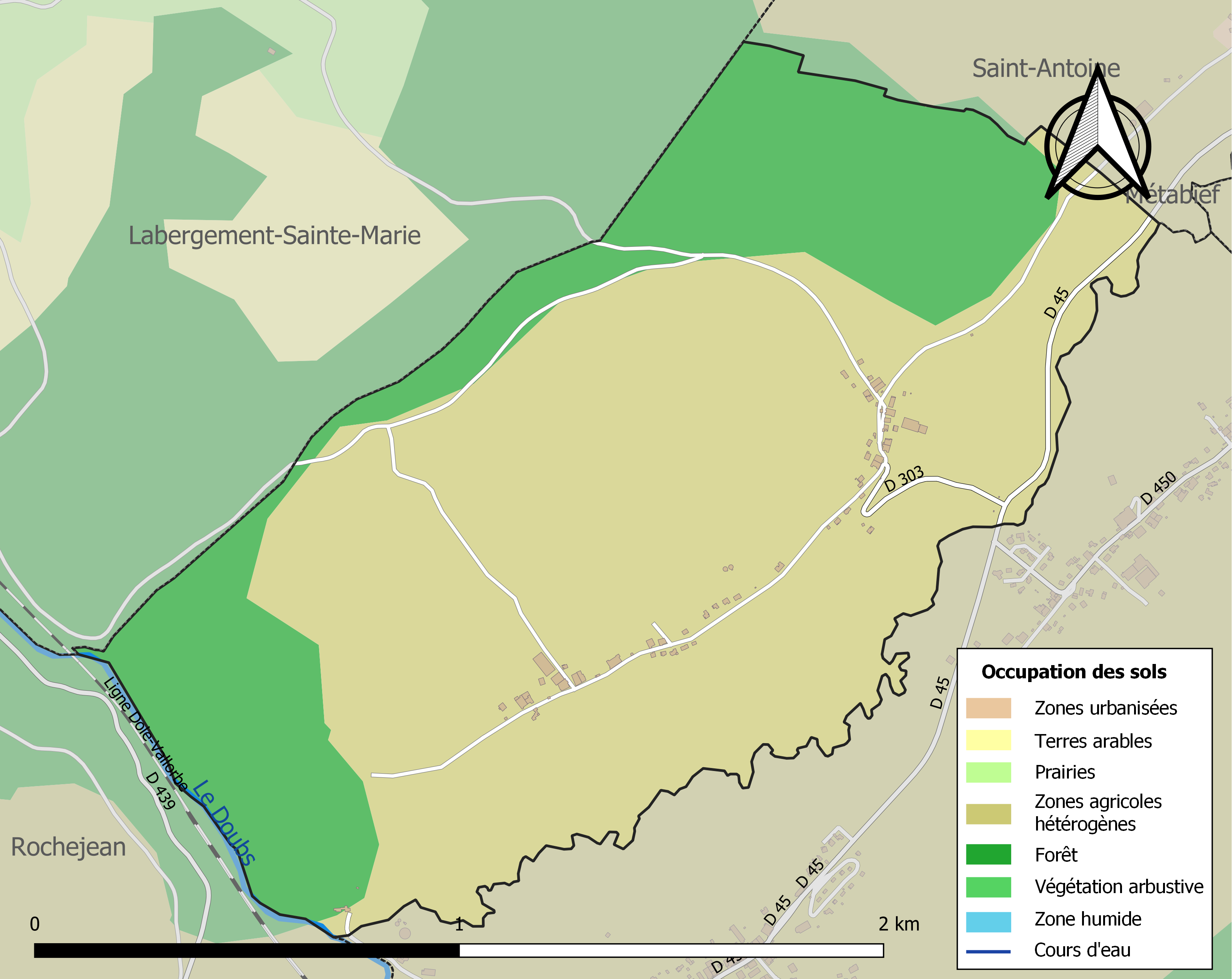
Carte des infrastructures et de l'occupation des sols de la commune en 2018 (CLC).

## Histoire
La vallée du Doubs, en amont du lac de Saint-Point, n'avait encore attiré, au XIIe siècle, que quelques ermites en quête de solitude. L'abbaye de Mont-Sainte-Marie, protégée par Gaucher de Salins, adopte en 1199 la règle cistercienne et reçoit un domaine qu'elle va mettre en valeur. C'est dans ce contexte qu'il faut situer la naissance des deux hameaux de Fourcatier et de Maison-Neuve.

## Politique et administration
| Période                                  | Période                     | Identité                                          | Étiquette | Qualité  |
| ---------------------------------------- | --------------------------- | ------------------------------------------------- | --------- | -------- |
| vers 1831                                |                             | Bourgeois                                         |           |          |
| vers 1841                                |                             | Maire                                             |           |          |
| vers 1881                                |                             | Joseph Donat Lanquetin                            |           |          |
| vers 1926                                |                             | C. Bourgeois                                      |           |          |
| mars 2001                                | En cours (au 1er juin 2020) | Camille Rousselet, Réélu pour le mandat 2020-2026 | DVD       | Retraité |
| Les données manquantes sont à compléter. |                             |                                                   |           |          |

## Démographie
L'évolution du nombre d'habitants est connue à travers les recensements de la population effectués dans la commune depuis 1793. Pour les communes de moins de 10 000 habitants, une enquête de recensement portant sur toute la population est réalisée tous les cinq ans, les populations de référence des années intermédiaires étant quant à elles estimées par interpolation ou extrapolation. Pour la commune, le premier recensement exhaustif entrant dans le cadre du nouveau dispositif a été réalisé en 2007.

En 2022, la commune comptait 124 habitants, en évolution de +15,89 % par rapport à 2016 (Doubs : +1,88 %, France hors Mayotte : +2,11 %).
| 1793 | 1800 | 1806 | 1821 | 1831 | 1836 | 1841 | 1846 | 1851 |
| ---- | ---- | ---- | ---- | ---- | ---- | ---- | ---- | ---- |
| 116  | 113  | 119  | 141  | 136  | 150  | 142  | 162  | 163  |

| 1856 | 1861 | 1866 | 1872 | 1876 | 1881 | 1886 | 1891 | 1896 |
| ---- | ---- | ---- | ---- | ---- | ---- | ---- | ---- | ---- |
| 145  | 132  | 121  | 122  | 122  | 131  | 129  | 120  | 115  |

| 1901 | 1906 | 1911 | 1921 | 1926 | 1931 | 1936 | 1946 | 1954 |
| ---- | ---- | ---- | ---- | ---- | ---- | ---- | ---- | ---- |
| 89   | 88   | 86   | 72   | 64   | 68   | 80   | 66   | 52   |

| 1962 | 1968 | 1975 | 1982 | 1990 | 1999 | 2006 | 2007 | 2012 |
| ---- | ---- | ---- | ---- | ---- | ---- | ---- | ---- | ---- |
| 63   | 50   | 34   | 49   | 80   | 75   | 76   | 76   | 90   |

| 2017 | 2022 | - | - | - | - | - | - | - |
| ---- | ---- | - | - | - | - | - | - | - |
| 112  | 124  | - | - | - | - | - | - | - |

## Culture locale et patrimoine

### Lieux et monuments
La commune a la particularité de ne pas avoir d'église.

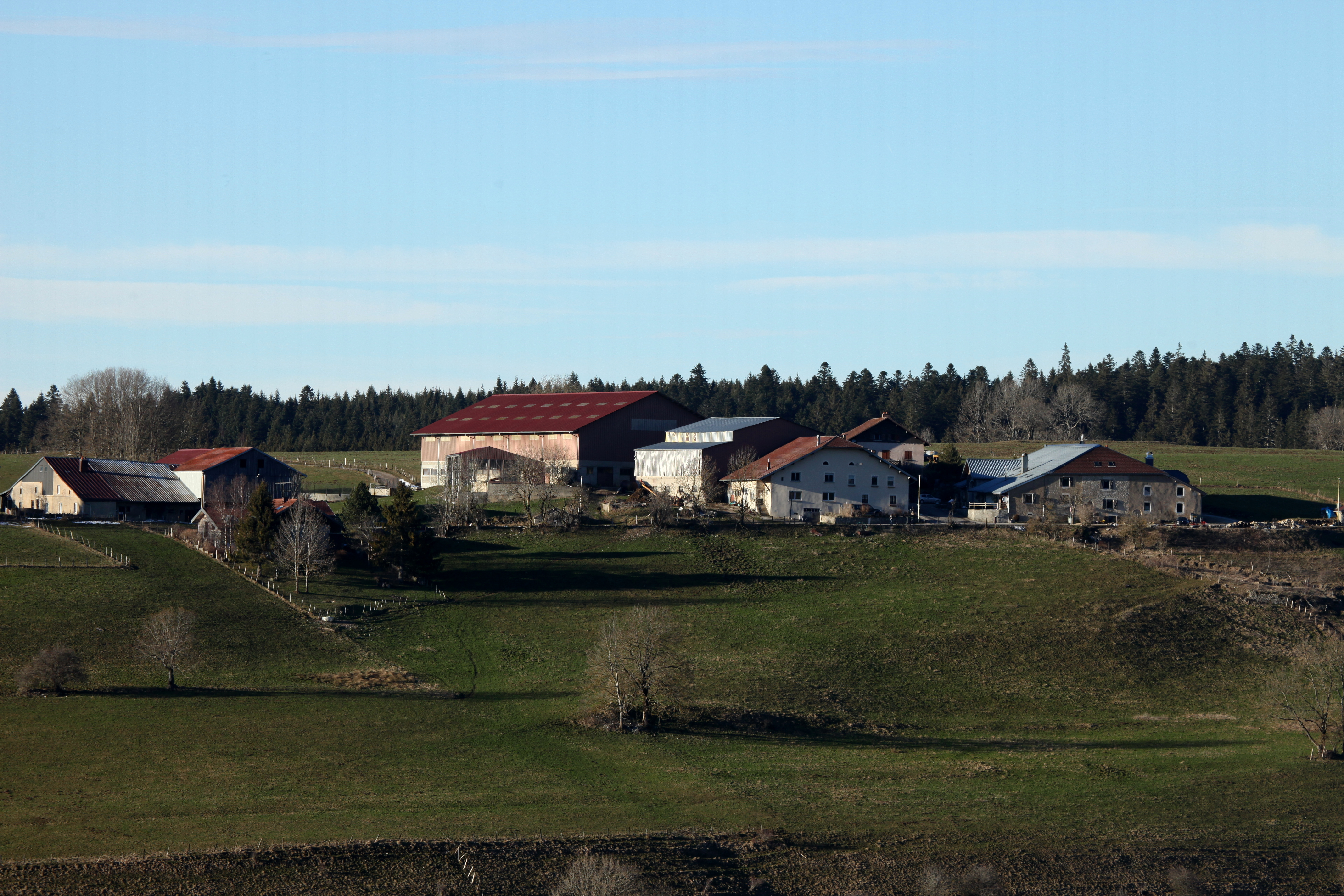
Fourcatier.
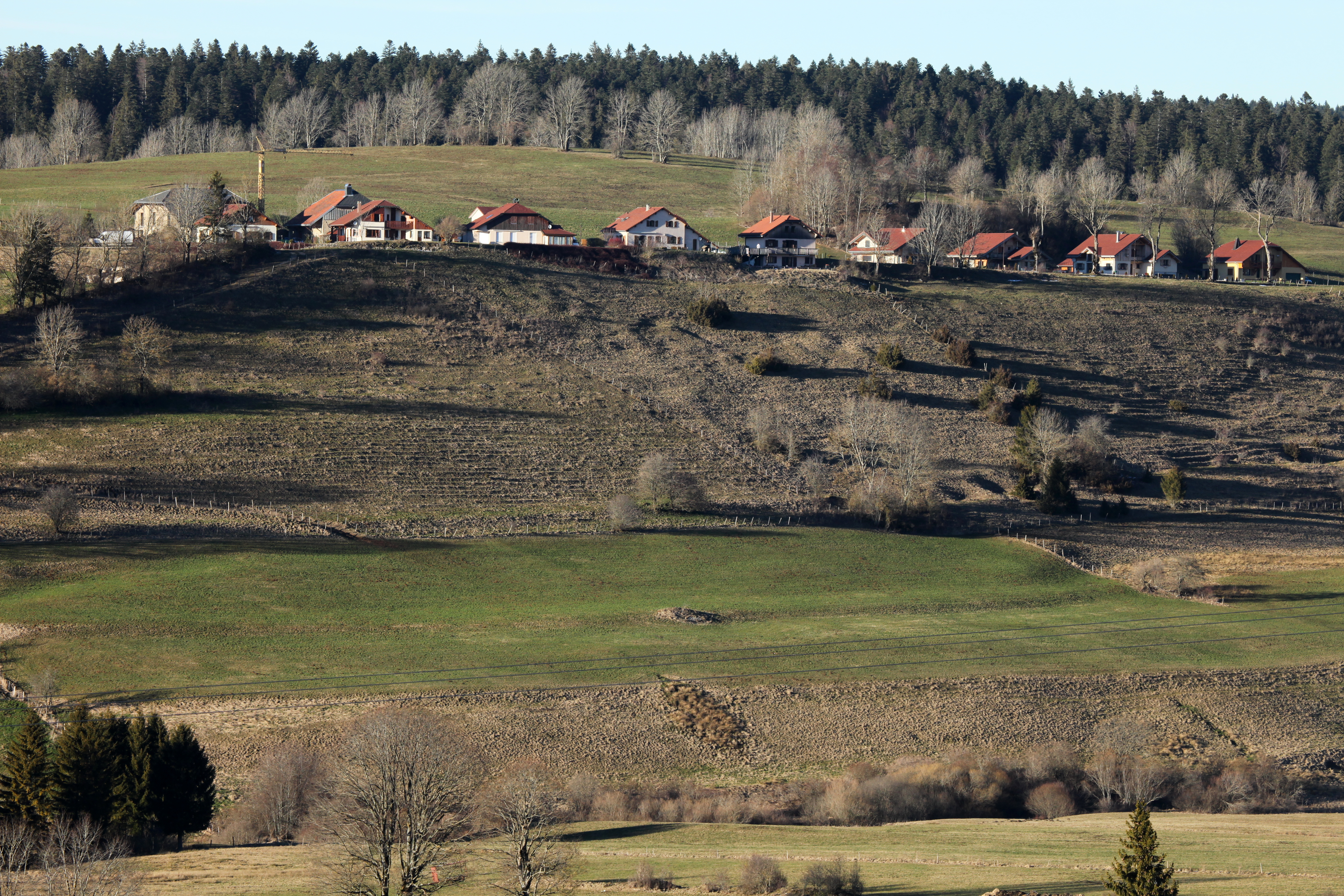
Fourcatier.
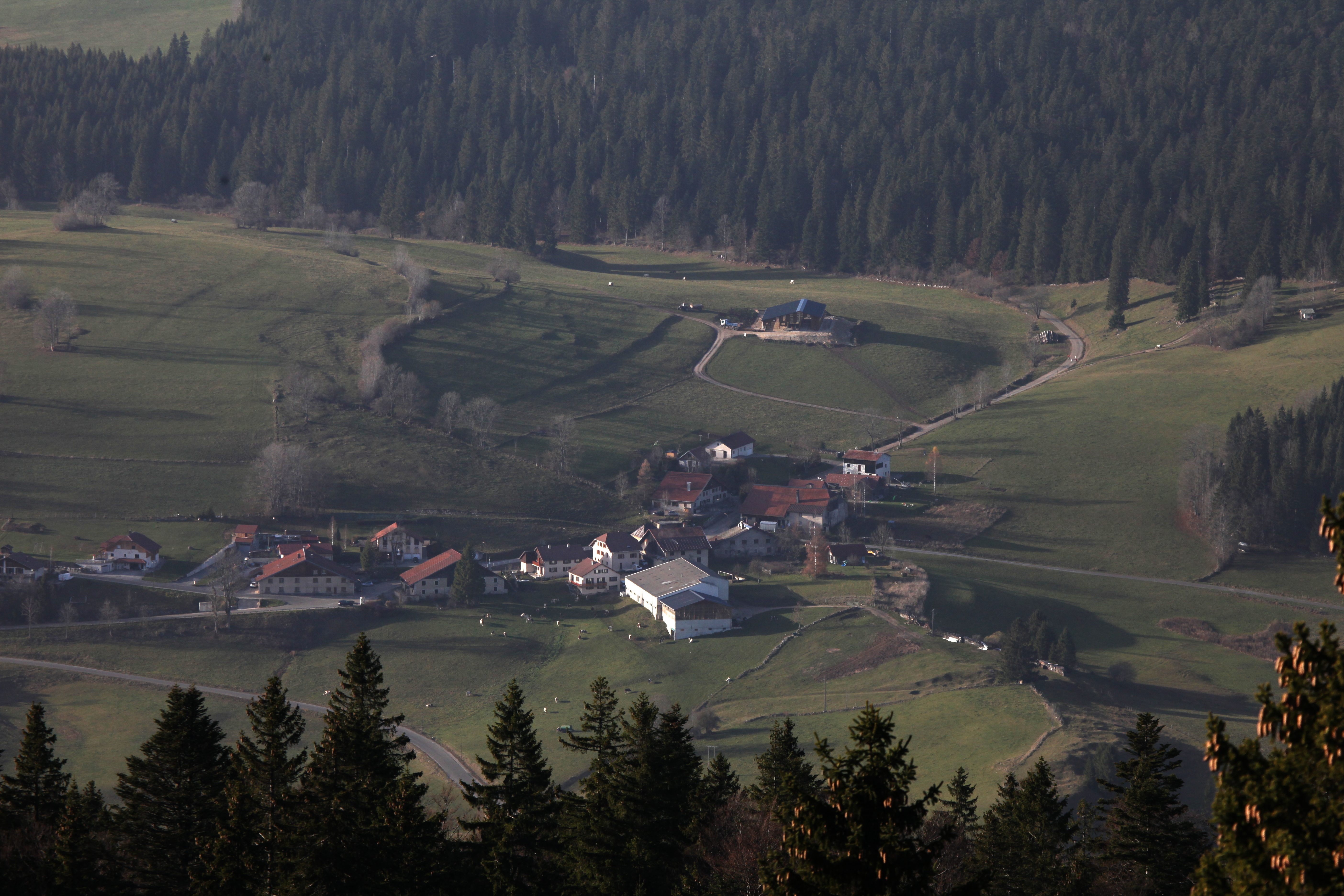
Maison Neuve.
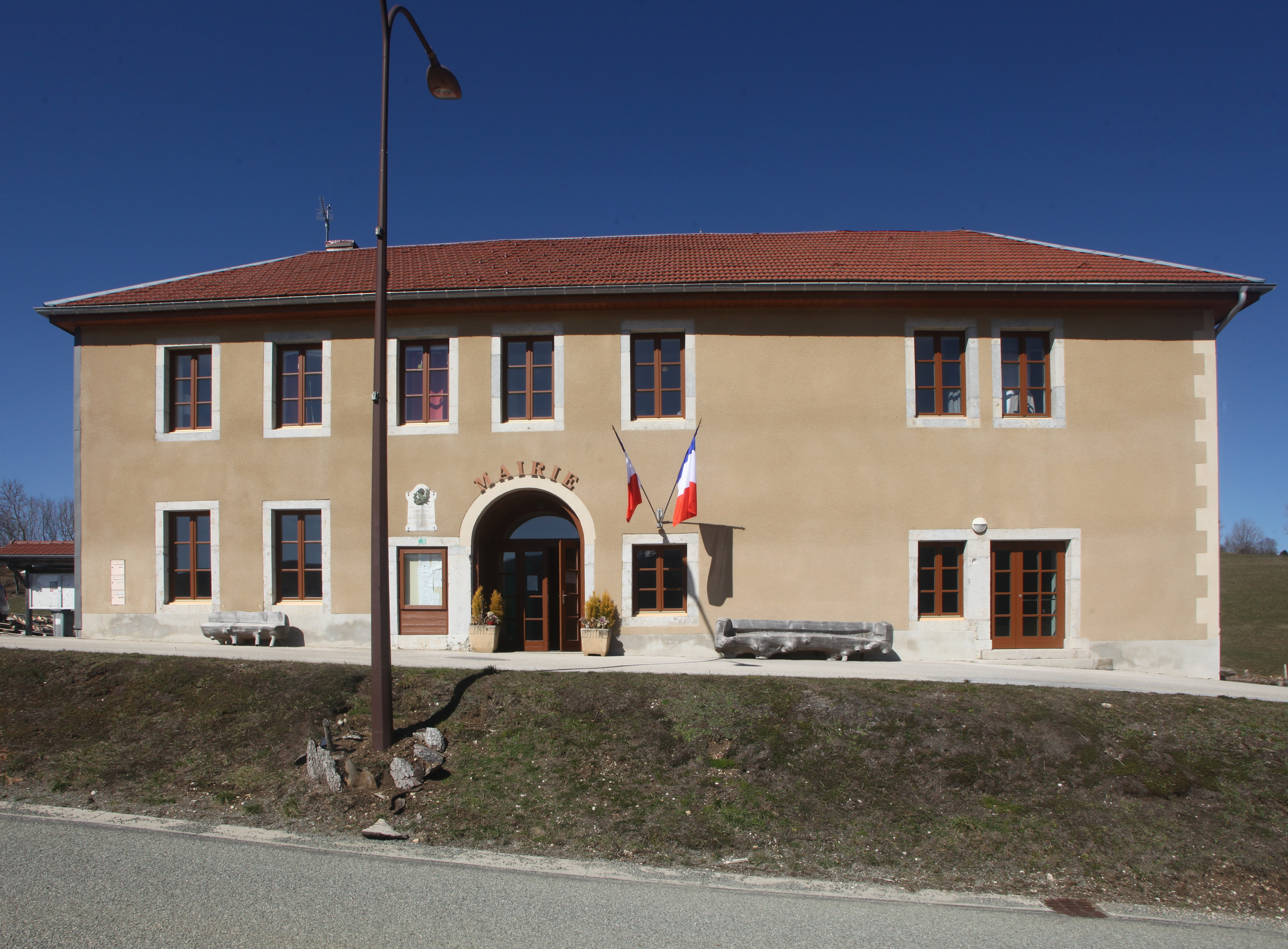
Mairie.
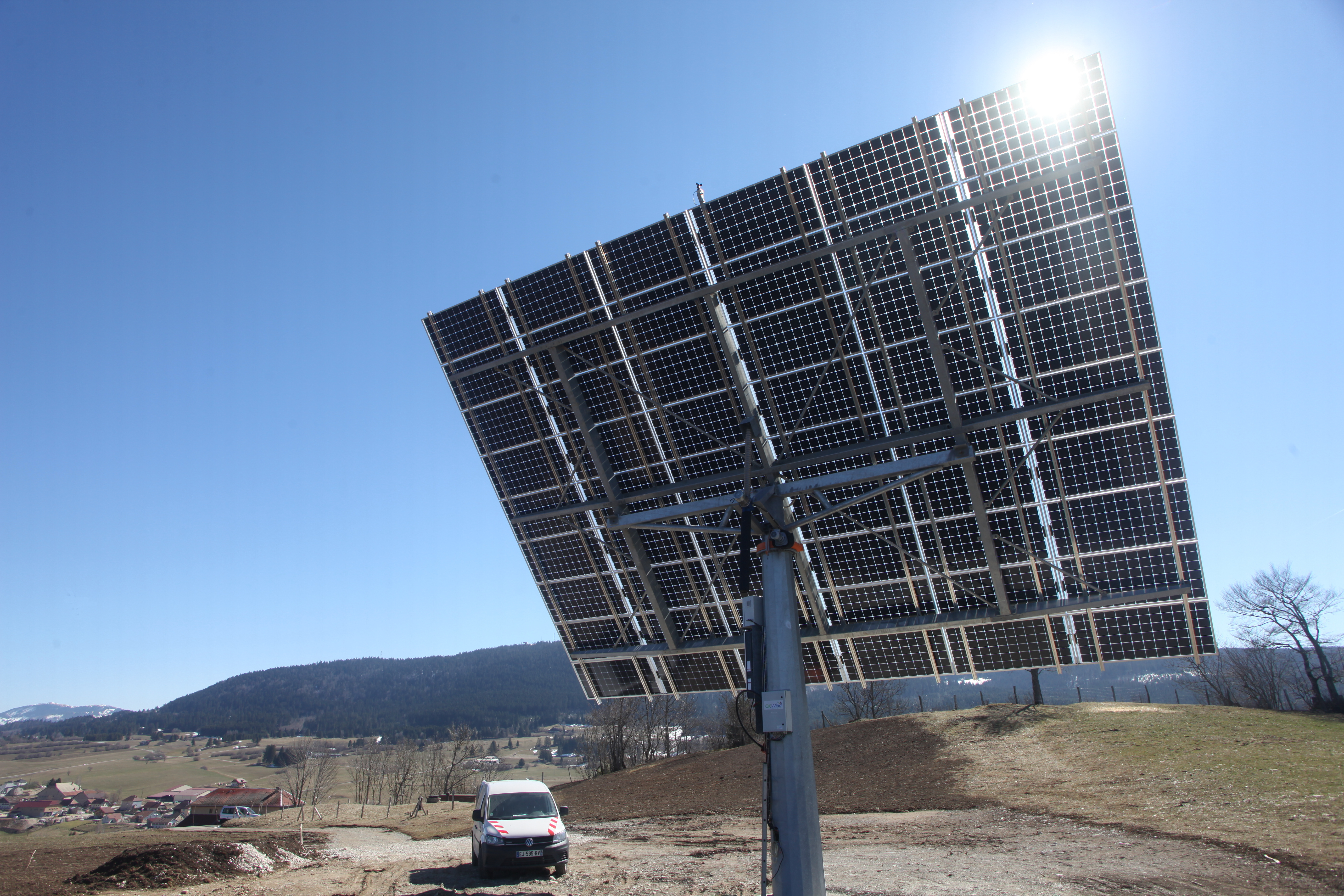
Traqueur solaire.
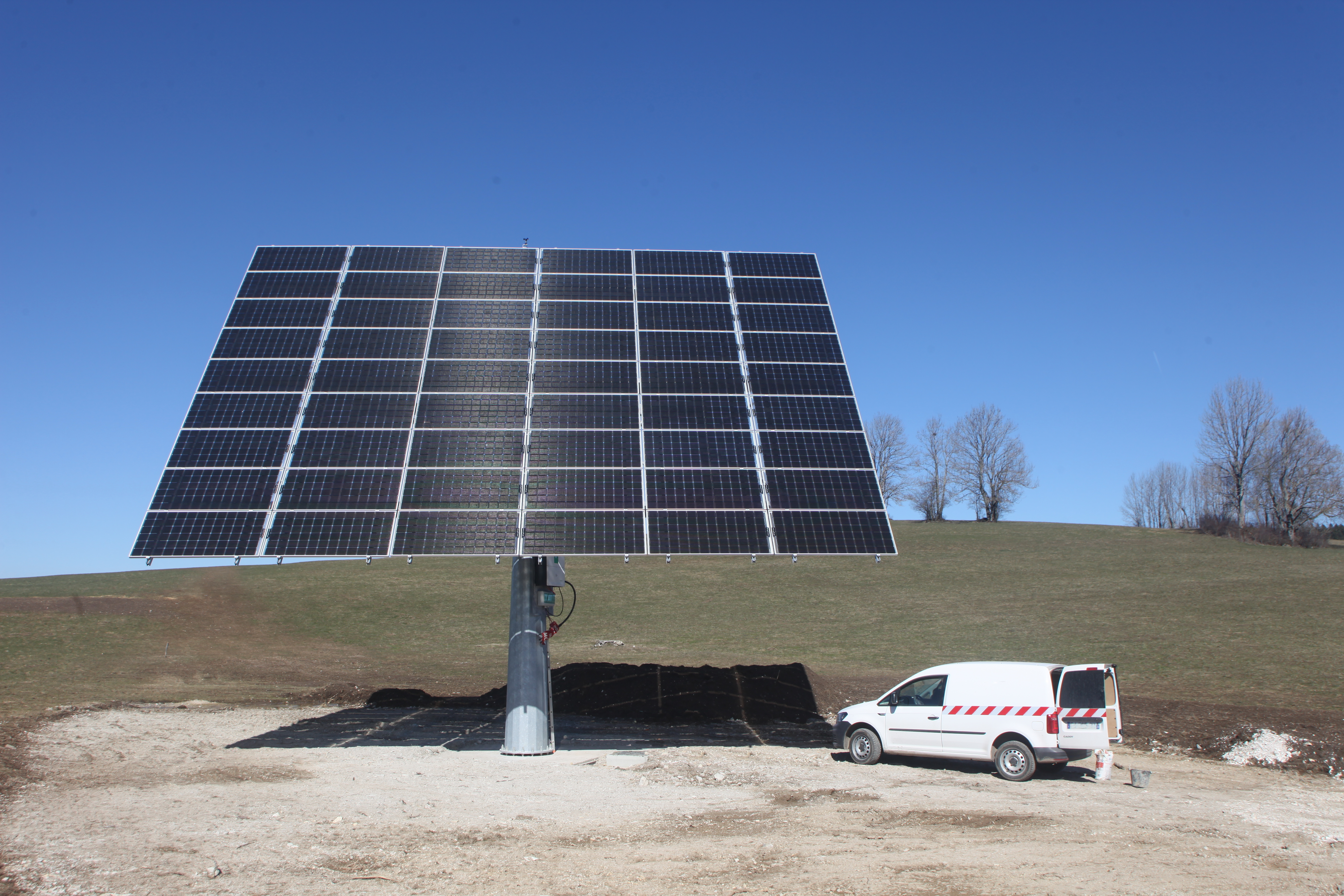
Traqueur solaire.

### Personnalités liées à la commune
- Christian Dumont (1963-2021), biathlète français.
- Lou Jeanmonnot (1998– ), biathlète française.